# Bruder-Klaus-Kirche Winkeln

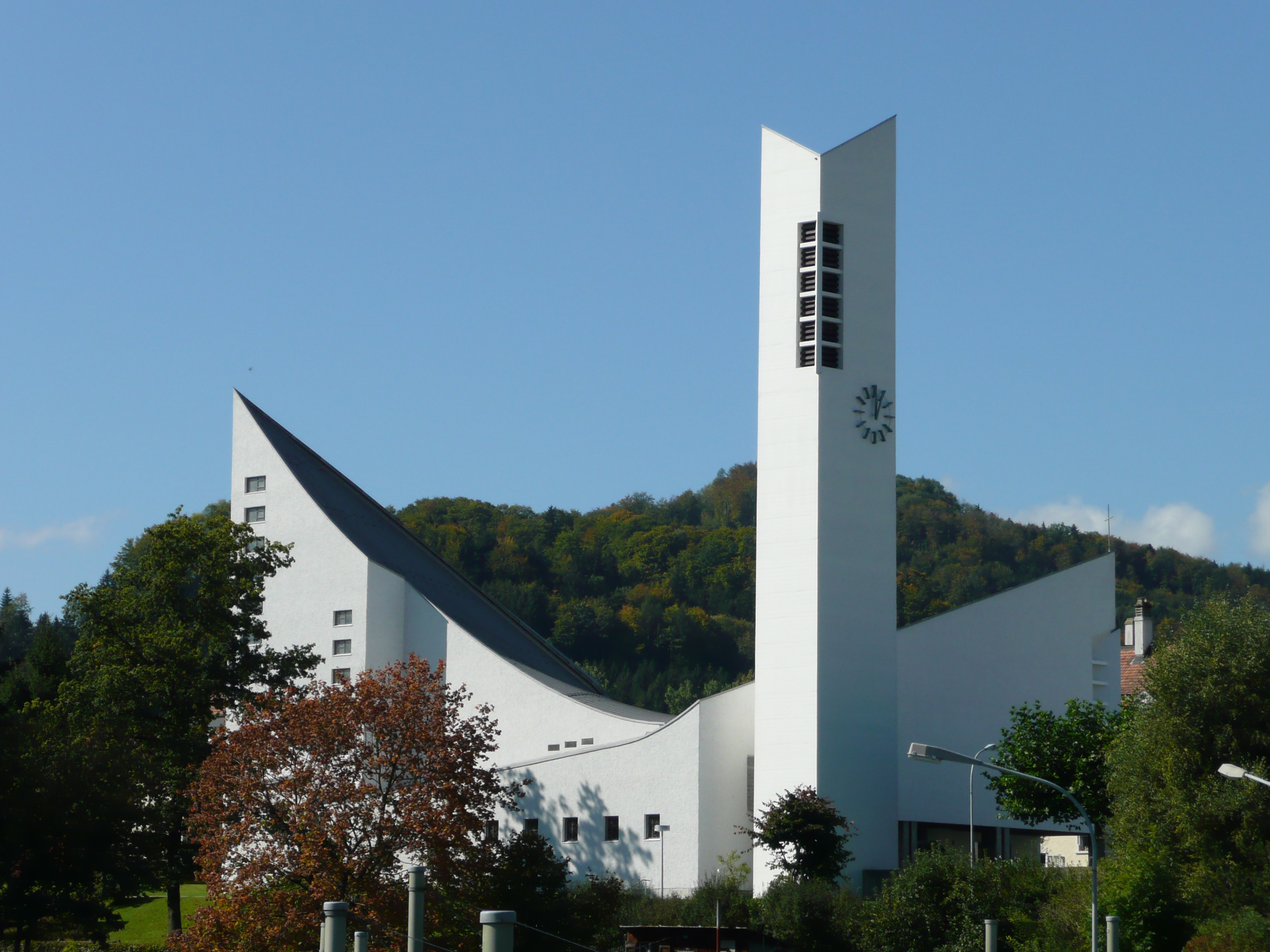
Bruder-Klaus-Kirche, 2007

Die Bruder-Klaus-Kirche Winkeln ist die katholische Kirche des St. Galler Quartiers Winkeln. Sie wurde 1958/1959 nach Plänen der St. Galler Architekten Ernest Brantschen und Alfons Weisser gebaut und ist dem heiligen Bruder Klaus geweiht. Die Berechnung des freitragenden Betondaches übernahm der Basler Bauingenieur Heinz Hossdorf. Aufgrund der Dachform trägt die Kirche den Spitznamen «Seelenabschussrampe».

## Geschichte
Mitte der Fünfziger Jahre nahm die wirtschaftliche Bedeutung des früher nur sehr kleinen Weilers in Winkeln markant zu. Viele Industriebetriebe siedelten sich in der Umgebung an, da in der Ebene westlich der Sitter ausreichend Bauland dafür zur Verfügung stand. Mit den Betrieben zogen vermehrt Arbeiter und Angestellte in dieses Quartier; da es in Winkeln noch keine eigene katholische Kirche gab, mussten die Kirchgänger relativ weite Wege zu den nächstgelegenen Kirchen in Bruggen oder Abtwil in Kauf nehmen.
Daher wurde ein Architekturwettbewerb für ein neues Kirchgebäude durchgeführt, das sich deutlich von den Bauarbeitersiedlungen und Industriegebäuden in der Umgebung unterscheiden sollte. Das Projekt der Architekten Ernest Brantschen und Alfons Weisser erhielt (zunächst unter einigen Vorbehalten) den Zuschlag.
Die Grundsteinlegung der Kirche fand im Jahr 1958 statt; die Inschrift MCMLVIII ist neben dem Hauptportal zu sehen. Am 27. September 1959 wurde die Kirche durch Bischof Joseph Hasler von St. Gallen dem Heiligen Bruder Klaus geweiht.
Als Vorbereitung auf das Heilige Jahr 2000 wurde das Dach umfassend saniert. Aus politischen Gründen (die Mehrkosten hätten nach geltendem Gesetz eine Volksabstimmung erforderlich gemacht), wurden weitere Renovationsarbeiten auf einen späteren Zeitpunkt verschoben.
2005 erfolgte durch die Gemperli Architektur AG (St. Gallen) eine Innen- und Aussensanierung der Kirche mit neuem Anstrich.

## Architektur

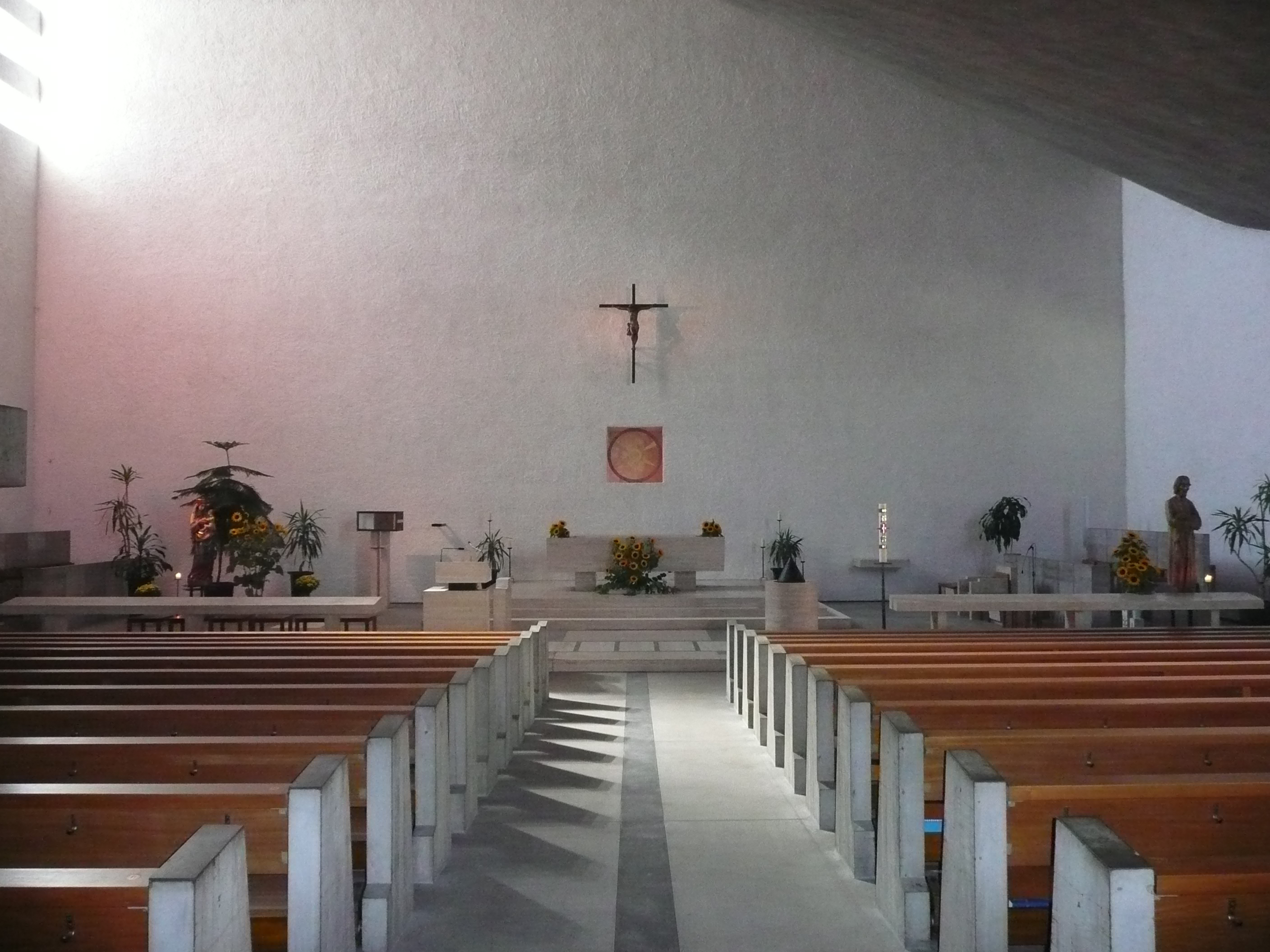
Innenraum, 2007

Wohl durch den von Le Corbusier beim Bau der Wallfahrtskirche Notre-Dame-du-Haut bei Ronchamp zwei Jahre zuvor vorgezeigten markanten Bruch mit der Kirchenarchitektur vorangegangener Jahrzehnte entschieden sich die Architekten Ernest Weisser und Alfons Brantschen für eine zu jener Zeit revolutionär moderne Bauform. Die Wände bestehen aus Sichtbeton, teilweise weiss getüncht. Die von verschiedenen Künstlern erstellten farbigen Fenster sind klein und lassen den Raum in permanentem farbigem Dämmerungslicht erscheinen, wenn die Scheinwerfer ausgeschaltet sind.
Der annähernd quadratische Grundriss der Kirche wird von einem ursprünglich nur 7 cm dicken Betondach überspannt, das mit den meterdicken Aussenwänden in den Ecken abgespannt wird. Während der Sanierungsarbeiten vor 2000 wurde die Decke zur besseren Wärmeisolation mit einer zusätzlichen Schaumstoffschicht versehen.
Da dem 1958 verantwortlichen Bauingenieur Heinz Hossdorf noch kein Computer zur Berechnung der Statik des Kirchendaches zur Verfügung stand, nutzte er Modellversuche. Er baute die Dachkonstruktion massstabsgetreu zunächst aus Kunststoff, danach aus armiertem Mörtel über einem gefüllten Wasserbad nach. Das Dach behängte er mit einer Matrix von Stäben mit Gewichten und Schwimmern am Ende, um zu überprüfen und zu gewährleisten, dass sich beim Ablassen des Wassers das Dach elastisch verhält und die ursprüngliche Form beim Entfernen der Gewichte wieder einnehmen würde.
Der Chorraum der Kirche ist schlicht gehalten. Neben dem Altar steht lediglich der Tabernakel; an der grossen Rückwand befindet sich ein kleines Kreuz; darunter in einer Nische, die ursprünglich für die Aussetzung der Monstranz gedacht war, eine Abstraktion des Rades von Bruder Klaus.
Das benachbarte Kirchgemeindehaus, das ursprünglich auch als Pfarrhaus diente, wurde im gleichen Stil wie die Kirche von der Grünenfelder & Lorenz AG (St. Gallen) erbaut.
Die Kirche erhielt für die Renovation 2005 Bundesbeiträge und steht damit (für ein Gebäude aus den Fünfziger Jahren eher selten) unter Bundesschutz.

## Späth-Orgel (1961/1978)
Die Orgel auf der Empore wurde von der Späth Orgelbau AG (Rapperswil) 1961 mit zwei Manualen und Pedal gebaut. Aufgrund geringer finanzieller Mittel umfasste die Orgel lediglich elf Register, was für die Raumgrösse der Kirche letztlich zu klein war. 1978 wurde das Instrument durch die Erbauerfirma auf 20 Register erweitert und ein neues Orgelgehäuse gebaut. 2020 führte die Orgelbau Graf AG (Sursee) eine Revision der Orgel durch und baute einen neuen Spieltisch mit elektronischer Setzeranlage. Die Disposition der Graf-Orgel:
| I Hauptwerk C–g3 |        |
| Suavial          | 8′     |
| Rohrgedackt      | 8′     |
| Praestant        | 4′     |
| Kleingedackt     | 4′     |
| Nachthorn        | 2′     |
| Terzian II       | 1 3⁄5′ |
| Scharf III-V     | 1′     |
| Schalmei         | 8′     |

| II Schwellwerk C–g3 |       |
| Gedackt             | 8′    |
| Salicional          | 8′    |
| Rohrflöte           | 4′    |
| Prinzipal           | 2′    |
| Larigot             | 1 ⁄3′ |
| Cymbel II           | 1⁄2′  |
| Regal               | 16′   |

| Pedal C–f1 |     |
| Subbass    | 16′ |
| Oktave     | 8′  |
| Gemshorn   | 8′  |
| Quintaden  | 4′  |
| Fagott     | 16′ |

- Koppeln: II/I, I/P, II/P. Elektronische Setzeranlage. Sequenzer vor und zurück. Schwelltritt für II. Manual.

## Glocken
Der Campanile enthält ein Glockengeläut von fünf Kirchenglocken. Diese wurden am 28. April 1959 von Friedrich Wilhelm Schilling in Heidelberg gegossen.
| Glocke | Name                    | Gewicht | Durchmesser | Schlagton |
| ------ | ----------------------- | ------- | ----------- | --------- |
| 1      | Dreifaltigkeitsglocke   | 2400 kg | 151 cm      | c′        |
| 2      | Marien- oder Ave-Glocke | 1350 kg | 126 cm      | es′       |
| 3      | Bruderklausenglocke     | 0950 kg | 112 cm      | f′        |
| 4      | Barbara-Glocke          | 0700 kg | 100 cm      | g′        |
| 5      | Schutzengelglocke       | 0400 kg | 085 cm      | b′        |